# Théâtre national de la Colline
Le théâtre national de la Colline, fondé en 1988 et implanté dans le 20e arrondissement de Paris, est l'un des six théâtres nationaux avec la Comédie-Française, le théâtre de l'Odéon, le  théâtre national de Chaillot, le théâtre national de l'Opéra-Comique et le théâtre national de Strasbourg.
Consacré aux écritures théâtrales contemporaines et modernes (XXIe et XXe siècles), constituées tant par les textes que par la mise en scène, la Colline est dirigé depuis 2016 par le metteur en scène Wajdi Mouawad.

## Historique

### Origines du théâtre: 1963-1987
Le théâtre de la Colline est créé en 1987, et officiellement inauguré en présence de François Léotard le 7 janvier 1988, à la suite de la décision de Jack Lang de construire un nouvel édifice rue Malte-Brun à Paris 20e à l’ancien emplacement du théâtre de l'Est parisien. Les bases d'un lieu institutionnel consacré au théâtre rue Malte-Brun ont été jetées dès 1964, lorsqu'a été inaugurée à cette adresse une maison de la culture.
En effet, c’est en 1963 que la Guilde de Ménilmontant, troupe de création théâtrale fondée par Guy Rétoré en 1951 et  permanente depuis 1960, s’installe dans un ancien cinéma rénové de Ménilmontant, Le Zénith, racheté par le ministère de la Culture pour y créer le théâtre de l'Est parisien (« TEP »). André Malraux donne dès 1964 au TEP le statut de maison de la culture puis, en mars 1966, celui de centre dramatique national pour consacrer son activité de création.
En 1972, « en reconnaissance [du] travail exemplaire [accompli par Guy Rétoré] au service de tous », en fondant le TEP et en ouvrant « ce théâtre […] à tous les habitants [du 20e] arrondissement », Jacques Duhamel « fait [du TEP] un théâtre national sous forme d'un établissement public à caractère industriel et commercial (EPIC) ».
En 1983, le bâtiment de la rue Malte-Brun est démoli en vue de la construction du théâtre de la Colline et le TEP s'installe dans son ancienne salle de répétition, avenue Gambetta. Les travaux rue Malte-Brun commencent dès 1985.

### 1987-2020: de Jorge Lavelli à Wajdi Mouawad
Le 1er juillet 1987, Jorge Lavelli est nommé premier directeur de la Colline. Il décide « de consacrer exclusivement le théâtre de la Colline à ‟la création et la découverte des expressions de notre siècle” ». 
À l'issue de son troisième mandat, en novembre 1996, il laisse ce théâtre comme celui, parmi les théâtres subventionnés parisiens, où sont présentés plus spécifiquement les auteurs vivants français et étrangers.
Le 12 novembre 1996, Alain Françon succède à Jorge Lavelli à la tête du théâtre. 
Le 16 janvier 2010, Stéphane Braunschweig quitte le théâtre national de Strasbourg après avoir été nommé à la direction de la Colline. 
Le 6 avril 2016, Wajdi Mouawad est nommé directeur du théâtre, après le départ de Stéphane Braunschweig pour le théâtre de l'Odéon.

## Lieu
Le bâtiment a été conçu par les architectes Valentin Fabre et Jean Perrottet, assistés d'Alberto Cattani (concepteurs du théâtre de la Ville). Représentatif de l'architecture des années 1980, il se caractérise par un aspect « paquebot », une façade de verre de 12 mètres de haut et des espaces de circulation spécifiques (coursives intérieures, passerelles) et le traitement brut du béton. L’aménagement des espaces intérieurs, réalisé en 1988, est l’œuvre de l'architecte d'intérieur Annie Tribel-Heinz.
Le théâtre est doté de deux salles de spectacle, le Grand Théâtre (655 places, partiellement modulable) et le Petit Théâtre (160 places, entièrement modulable). Il dispose également d'un atelier de construction à Noisy-le-Sec ainsi que de plusieurs espaces de répétition : l'un aux dimensions du plateau, situé dans le bâtiment principal, et deux autres non loin du théâtre, rue des Prairies.

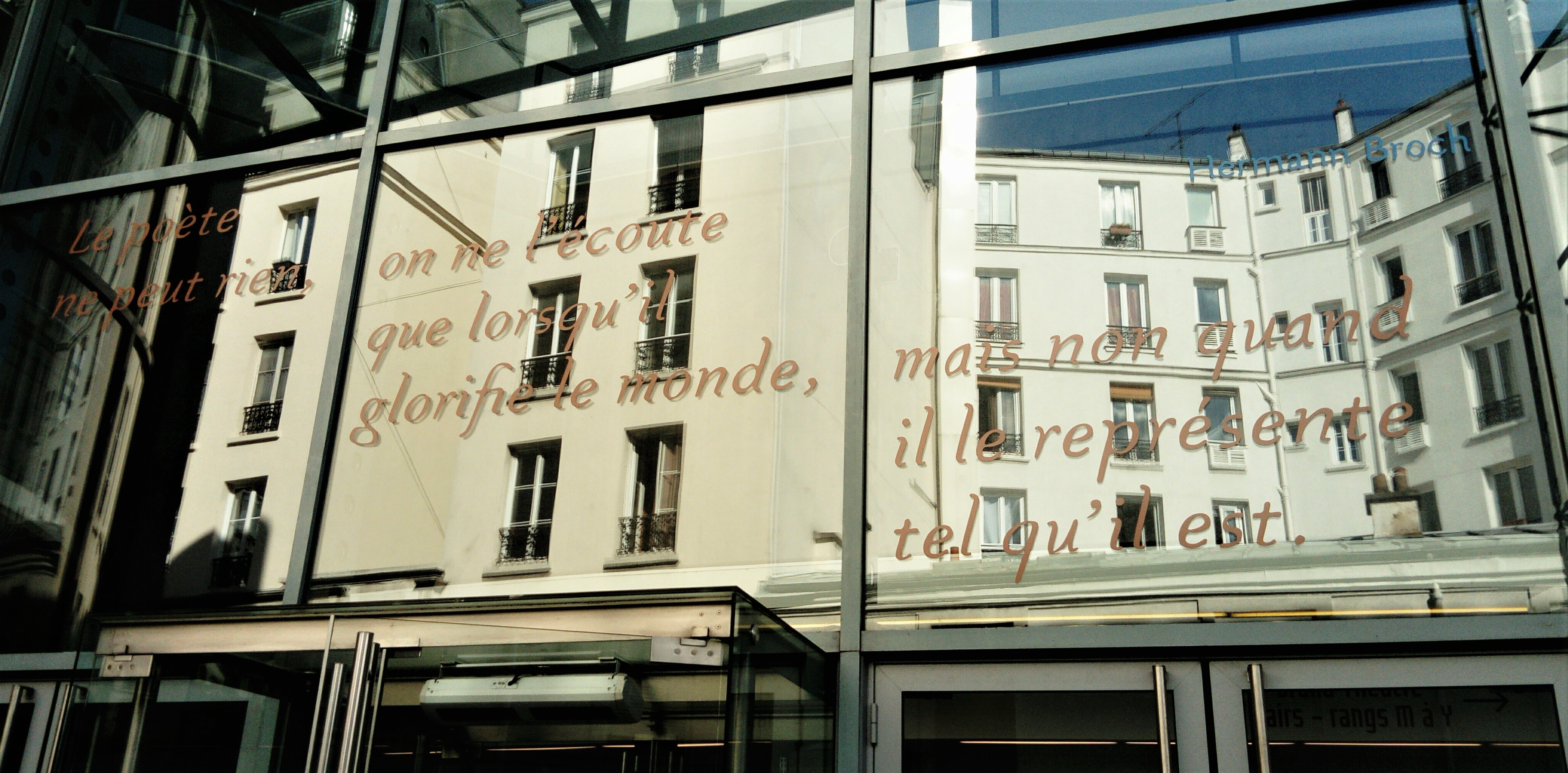
Sur une façade de verre est écrit en italiques dans une couleur orangée : « Le poète ne peut rien, on ne l'écoute que lorsqu'il glorifie le monde, mais non quand il le représente tel qu'il est. » du dramaturge autrichien Hermann Broch, inscrite temporairement sur la façade de verre du théâtre en 2018.

## Statuts et activités
En application du décret no 72-460 du 31 mai 1972 portant statut du Théâtre national de la Colline, le théâtre est « un établissement public industriel et commercial chargé de la gestion artistique et financière des salles de spectacles dont il dispose. Il est placé sous la tutelle du ministre chargé de la culture » (article 1). Il a pour objet « la présentation d'œuvres théâtrales appartenant au répertoire classique et moderne, français et étranger, ainsi que la création d'œuvres nouvelles enrichissant ce répertoire » (article 2).
Une douzaine de spectacles sont présentés chaque saison : trois à quatre créations, plusieurs coproductions et des spectacles déjà créés[réf. souhaitée].
Le théâtre attire entre 80 000 et 100 000 spectateurs chaque année.[réf. nécessaire]
L'une des particularités du Théâtre national de la Colline est d'accueillir chaque année, en résidence sur dix mois, six jeunes comédiens de moins de 30 ans, formant la « Jeune troupe de la Colline ».

### Artistes associés
- Saison 2011-2012[15] :
  - Marie-Christine Soma
  - Célie Pauthe
  - Stanislas Nordey
- Saison 2012-2013[15] :
  - Célie Pauthe
  - Stanislas Nordey
- Saison 2013-2014[15] :
  - Célie Pauthe
  - Stanislas Nordey
  - Galin Stoev